# Provincia di Loṙi
Loṙi (in armeno Լոռի?; ) è una provincia dell'Armenia di circa 282 700 abitanti (2007) che ha come capoluogo Vanadzor. È la terza provincia per estensione e la seconda per popolazione dopo la capitale Erevan.
La seconda città, dopo Vanadzor, è Stepanavan. Altra città rilevante è Alaverdi nei cui dintorni si trovano i villaggi di Haghpat e Sanahin, ritenuti dall'UNESCO patrimonio dell'umanità. Lori è il luogo di nascita di famosi armeni come il musicista Harutyun Sayatyan (noto come Sayat-Nova), il poeta Hovhannes Tumanjan, il progettista degli aerei MiG Artem Mikojan ed il fratello, lo statista sovietico Anastas Mikojan. La regione è stata gravemente danneggiata dal terremoto di Spitak nel 1988.

## Geografia fisica
È situata nella parte nord del paese. Confina a nord con la Georgia, a sud con le province di Kotayk e Aragatsotn, ad ovest con la provincia di Shirak e ad est con la provincia di Tavush. La montagna più alta è il monte Tezh con 3.101 metri.

## Storia
La provincia è stata istituita a seguito dell'adozione della nuova costituzione il 5 luglio 1995 e comprende i vecchi distretti (rajon) di Gugark, Spitak, Stepanakan e Tumanyan.

## Economia
Sviluppata l'agricoltura, in particolar modo la coltivazione di frumento e patate. L'industria principale è la metallurgica seguita da quella alimentare. Rispetto all'intero paese, nella provincia è concentrata il 6% dell'industria e il 10,1% dell'agricoltura

## Geografia antropica
La provincia è suddivisa in 113 comuni, dei quali 8 sono considerate città:

### Città
- Vanadzor
- Alaverdi
- Akhtala
- Shamlugh
- Spitak
- Stepanavan
- Tashir
- Tumanyan

### Comuni
- Agarak
- Ahnidzor
- Amrakits
- Antaramut
- Antarashen
- Apaven
- Aqori
- Ardjut
- Ardvi
- Arevashogh
- Arevatsag
- Artsni
- Atan
- Aygehat
- Aznvadzor
- Bazum
- Blagodarnoye
- Bovadzor
- Chkalov
- Chochkan
- Darpas
- Dashtadem
- Debet
- Djiliza
- Djrashen
- Dsegh
- Dzoraget
- Dzoragyugh
- Dzoramut
- Dzyunashogh

- Fioletovo
- Gargar
- Geghasar
- Ghursal
- Gogaran
- Gugark
- Gyulagarak
- Haghpat
- Hagvi
- Halavar
- Hartagyugh
- Hobardz
- Hovnanadzor
- Kachachkut
- Karaberd
- Karadzor
- Karindj
- Karkop
- Karmir Aghek
- Katnadjur
- Katnaghbyur
- Katnarat
- Khnkoyan
- Koghes
- Kurtan
- Ledjan
- Lermontov
- Lernahovit
- Lernantsk
- Lernapat
- Lernavan
- Lori Berd
- Lorut
- Lusaghbyur
- Margahovit
- Marts
- Medovka
- Meghvahovit

- Mets Ayrum
- Mets Parni
- Metsavan
- Mghart
- Mikhaylovka
- Neghots
- Nor Khachakap
- Norashen
- Novoseltsovo
- Odzun
- Paghaghbyur
- Pambak
- Petrovka
- Privolnoye
- Pushkino
- Sarahart
- Saralanj
- Saramech
- Saratovka
- Sarchapet
- Shahumyan
- Shamut
- Shenavan
- Shirakamut
- Shnogh
- Sverdlov
- Teghut
- Tsaghkaber
- Tsaghkashat
- Tsater
- Urasar
- Urut
- Vahagnadzor
- Vahagni
- Vardablur
- Yaghdan
- Yeghegnut